# Cezary Kowalski
Cezary Jacek Kowalski (ur. 1954) – polski farmaceuta, profesor doktor habilitowany nauk weterynaryjnych, specjalność farmakologia.
Do 2016 prodziekan ds. studenckich i dydaktyki Wydziału Medycyny Weterynaryjnej Uniwersytetu Przyrodniczego w Lublinie, aktualnie kierownik Zakładu Farmakologii na tymże wydziale. Członek Polskiej Akademii Nauk Wydziału II Nauk Biologicznych i Rolniczych. Tytuł profesora otrzymał w 2007 roku.